# 大室山 (静岡県)
大室山（おおむろやま）は、静岡県伊東市にある標高580 mの火山。独立峰で、700年以上続く山焼きが毎年早春に行われるため一年生植物で覆われてよく目立ち、伊東市のシンボル的存在である。山体は国の天然記念物および富士箱根伊豆国立公園に指定されている。

## 成り立ち
大室山は伊豆東部火山群の活動の一つとして約4000年前に噴火した単成火山のスコリア丘である。以前は大まかに約5000年前の噴火で形成されたと言われてきたが、工事現場で火山灰に埋没した木が発見され、年代測定によってそのように考えられるようになった。

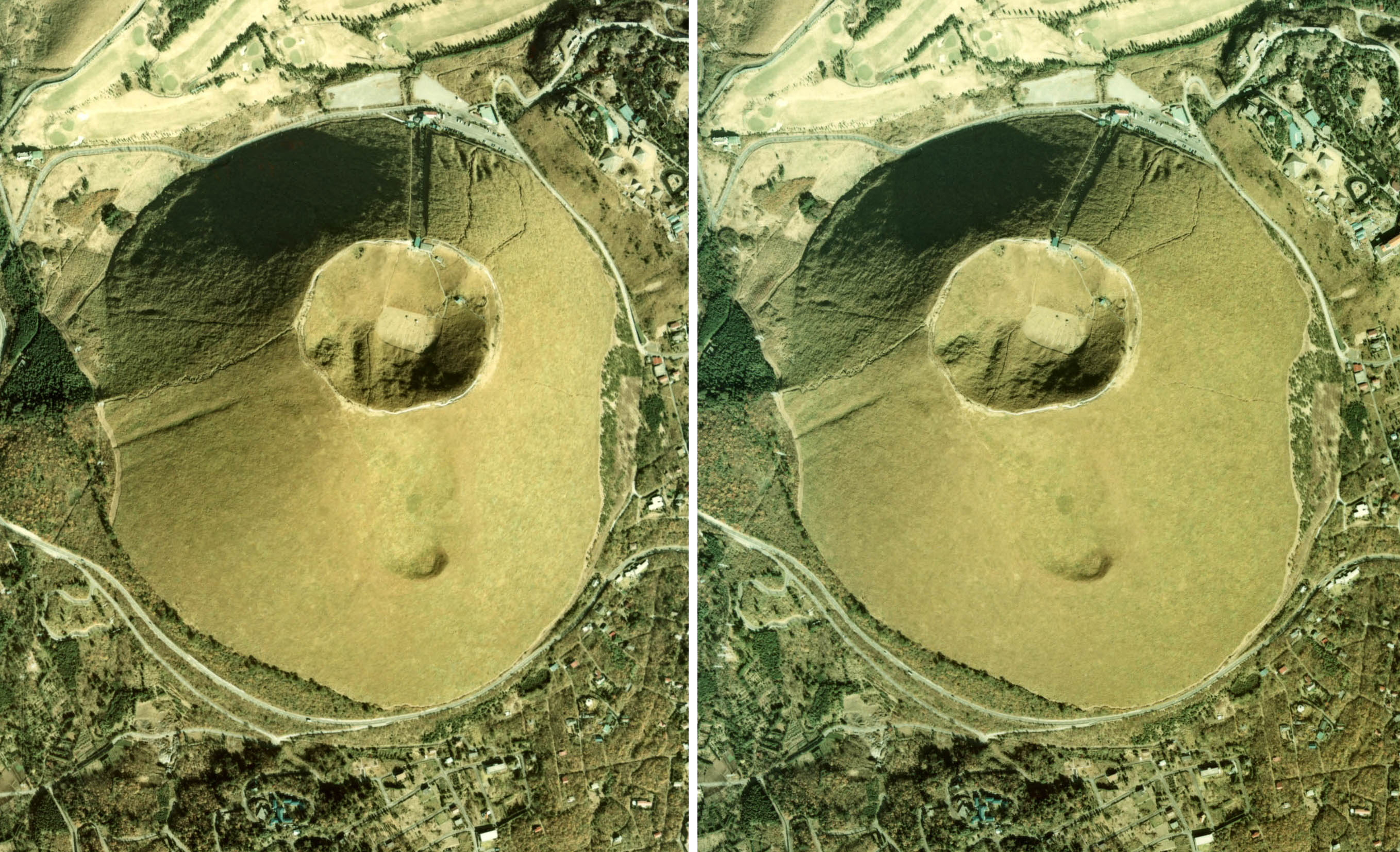
大室山のステレオ空中写真（1976年撮影）。下の窪みが側火口。

スコリア丘とは、火口からマグマが噴き上がってできたスコリア（塊状で多孔質のもののうち暗色の石）が、火口の周囲に累積し、円錐台の丘を形成したものである。
大室山スコリア丘では、底径1 km、比高300 mほどの山体を有し、その中心に直径250 m、深さ40 mのスリバチ状の火口を持っている。また、南斜面の標高450 m付近にも、直径50 mほどの小さな火口もできている。山体の最高地点は火口の南側の火口縁で、三角点が設置されている。
大室山はこの整った姿と保存状態から、日本におけるスコリア丘の代表例の一つとして紹介されることも多く、2010年（平成22年）8月5日には、単成火山の典型例として、国の天然記念物に指定された。

### 噴火と影響

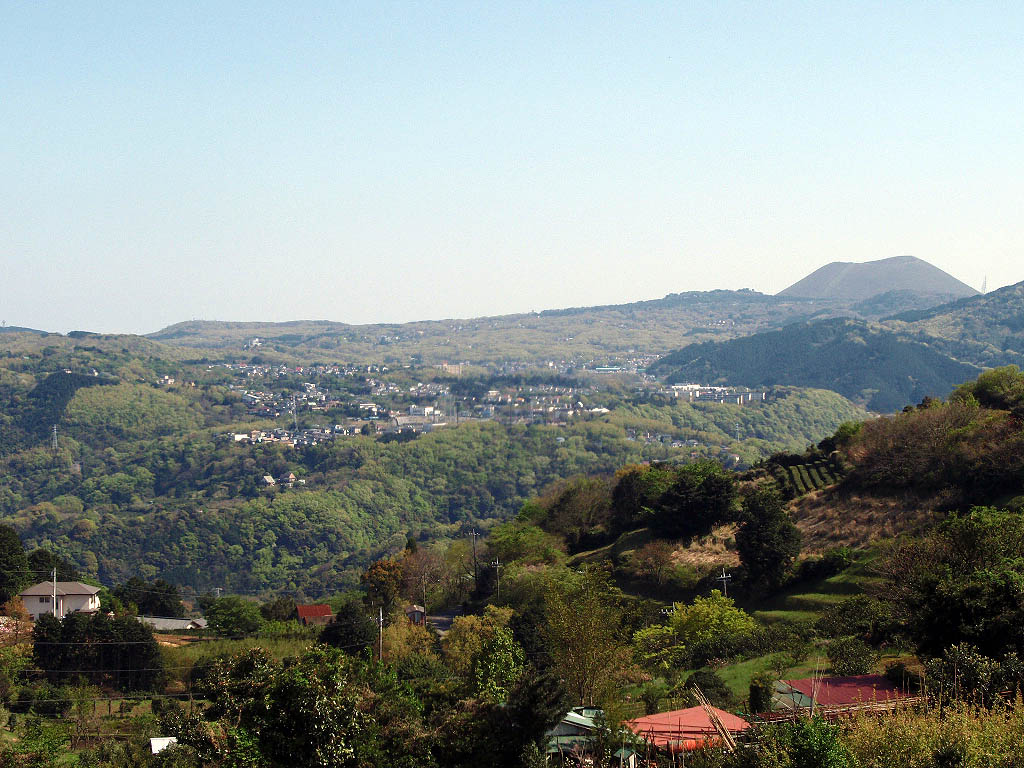
大室山のすぐ左の高まりが、岩室山溶岩ドーム

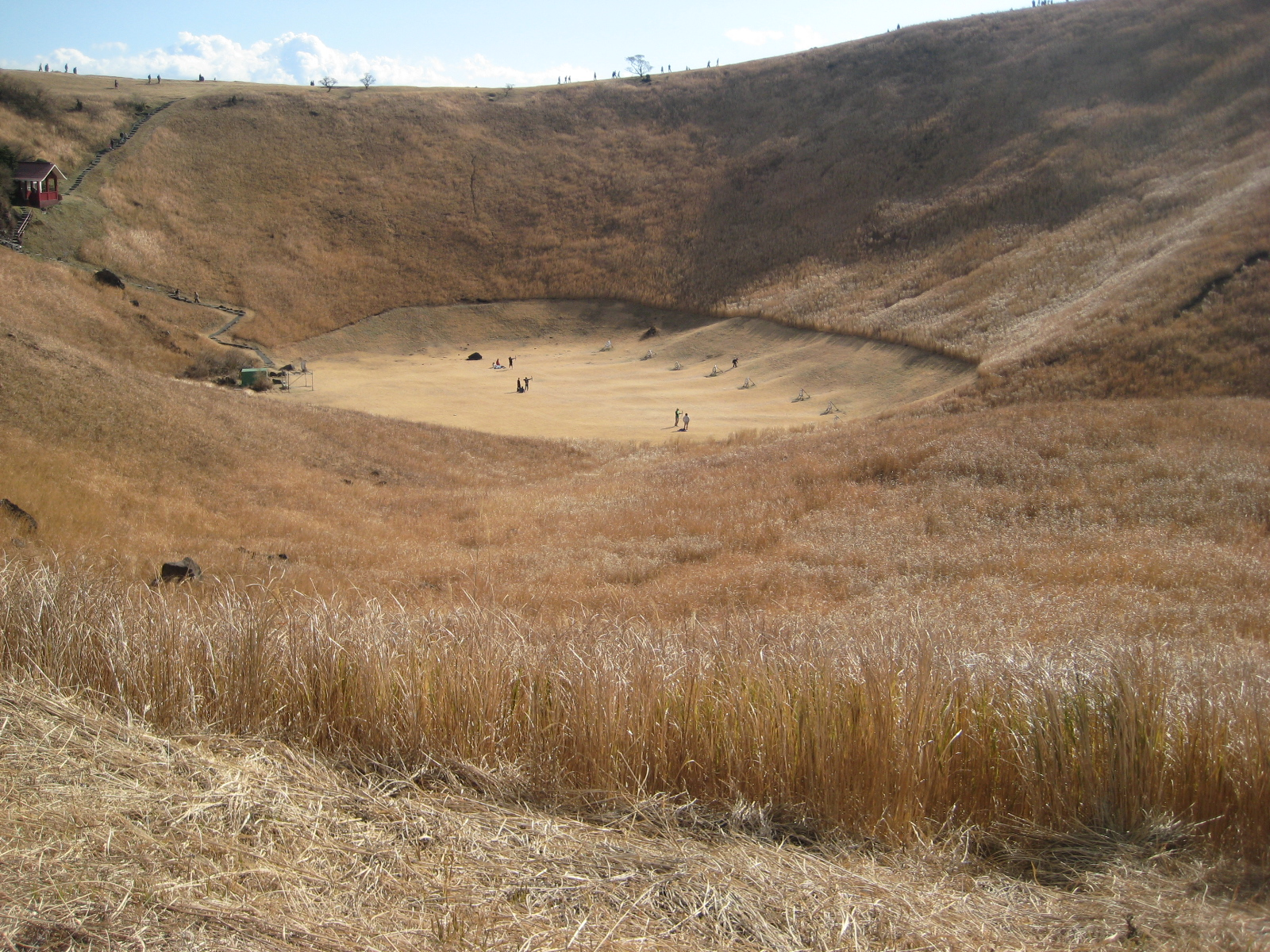
火口

大室山の噴火の期間は10年以内とみられ、途中に数年ほど休みを挟んでいる。
噴火が進み、スコリア丘を成長させると、西の麓から最初の溶岩流が湧き出して2方向へ流れ出した。そのうち南に流れたものは深い峡谷をせき止め、現在の池地区に湖をつくり出した。この湖は明治時代に排水トンネルを掘り、水田へと変わった。

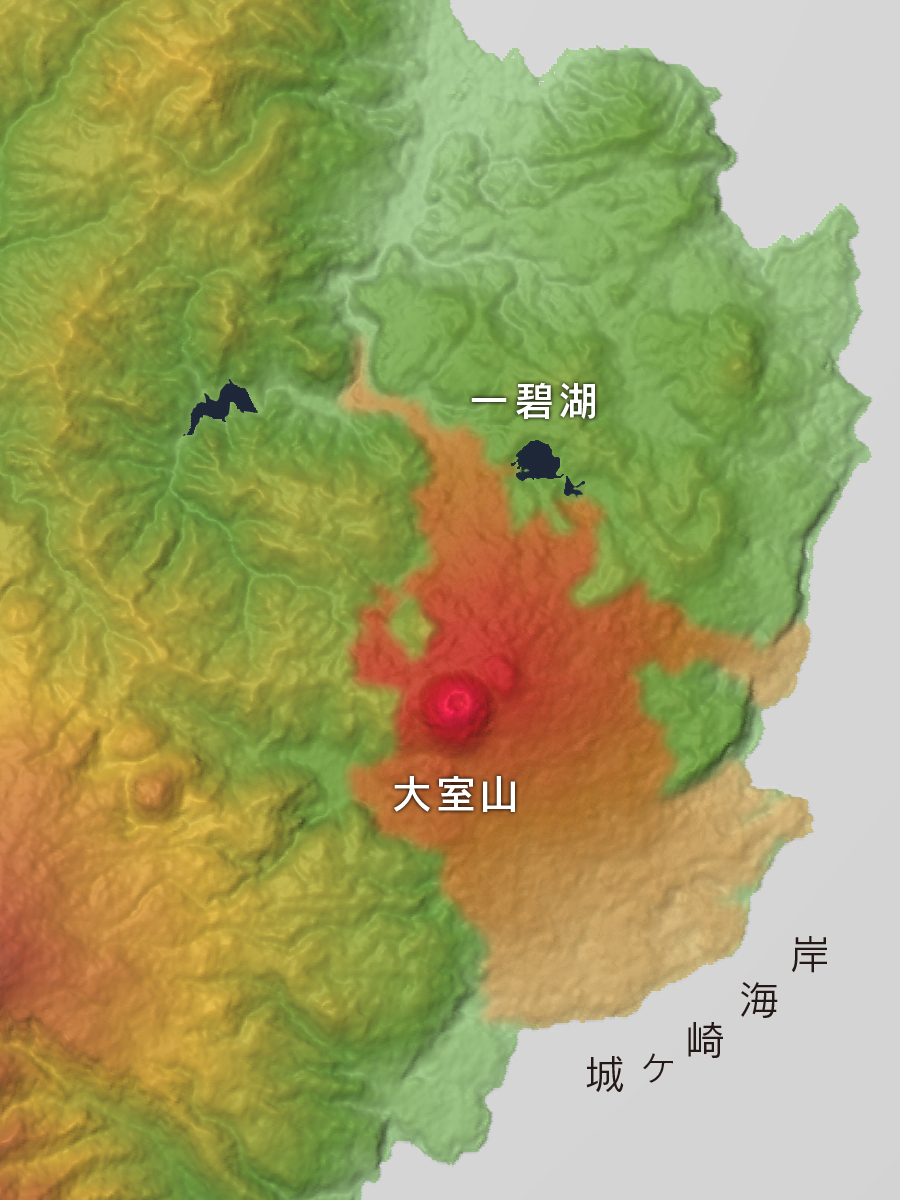
周辺地形と大室山の溶岩流

その後、北東と南の2カ所の麓から先述の溶岩流の30倍もの大量の溶岩があふれ出し、南東へ流れた溶岩は相模灘を埋め立て、城ヶ崎海岸のまれな海岸をつくり出した。同時になだらかな土地も生み出し、後に人間がこれに目をつけ、伊豆高原の観光地と別荘地を発展させることとなる。北に流れた溶岩流は谷を埋め、ここでも湖をつくり出し、また、少しだけ一碧湖へ流れ込んで、十二連島と呼ばれる小島たちをつくり出した。
この北東と南の2カ所の麓にできた火口では、噴火の終わりが近づいてくると溶岩の粘度が増し、火口の上に蓋をするように溶岩ドームをつくった。一方、山頂の火口内では溶岩湖がつくられ、その後、消失。しばらくして、スコリア丘の南斜面から小規模な爆発を起こして火口の跡を残し、大室山の噴火は全て終わった。
なお、再び大室山が噴火に至る可能性は、単成火山群の特性からして否定される。

## 観光

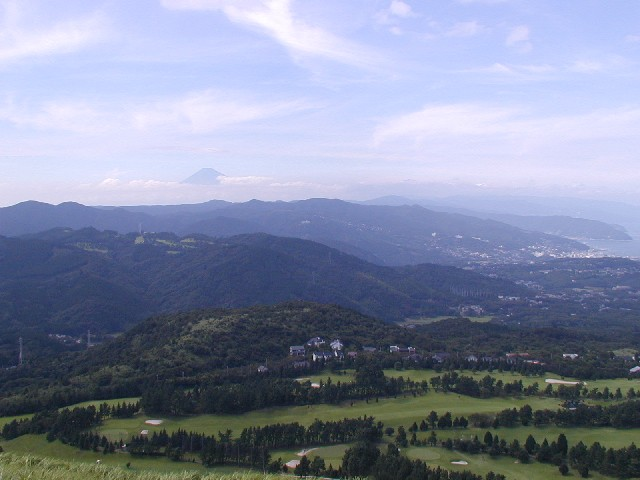
山頂から北の眺望。遠方に富士山

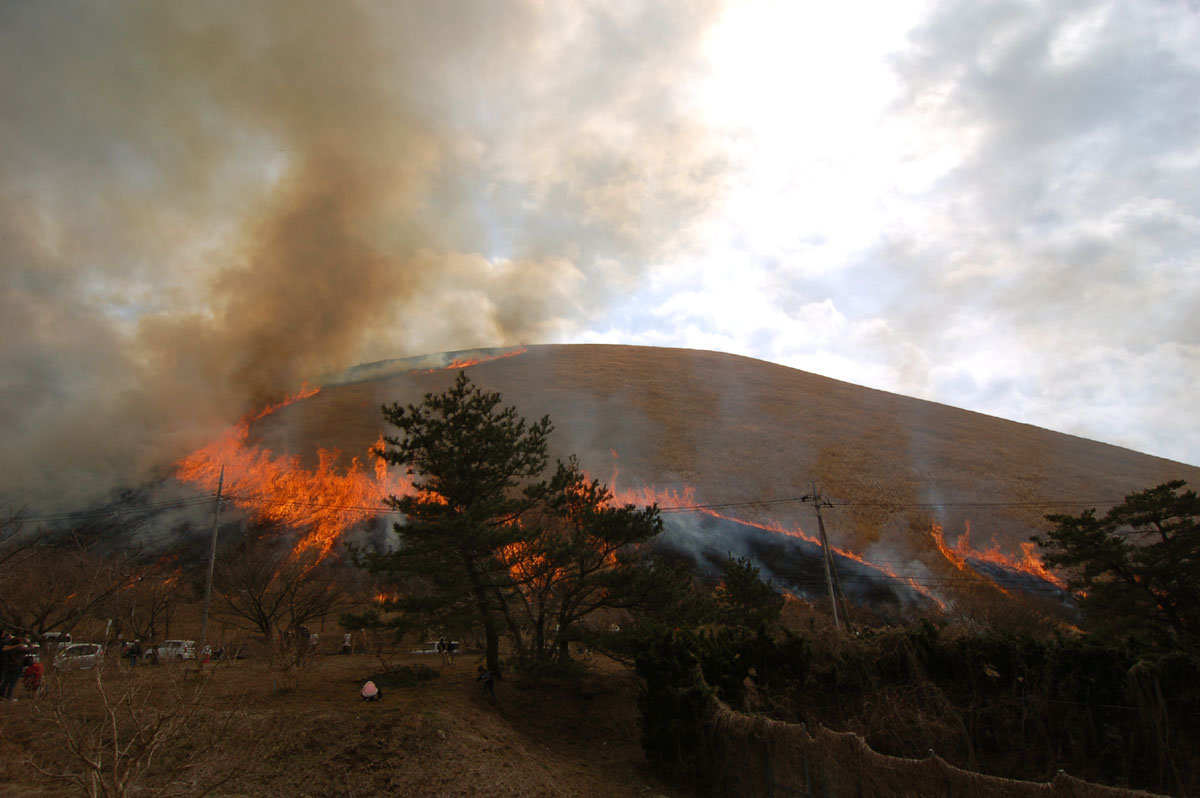
山焼き

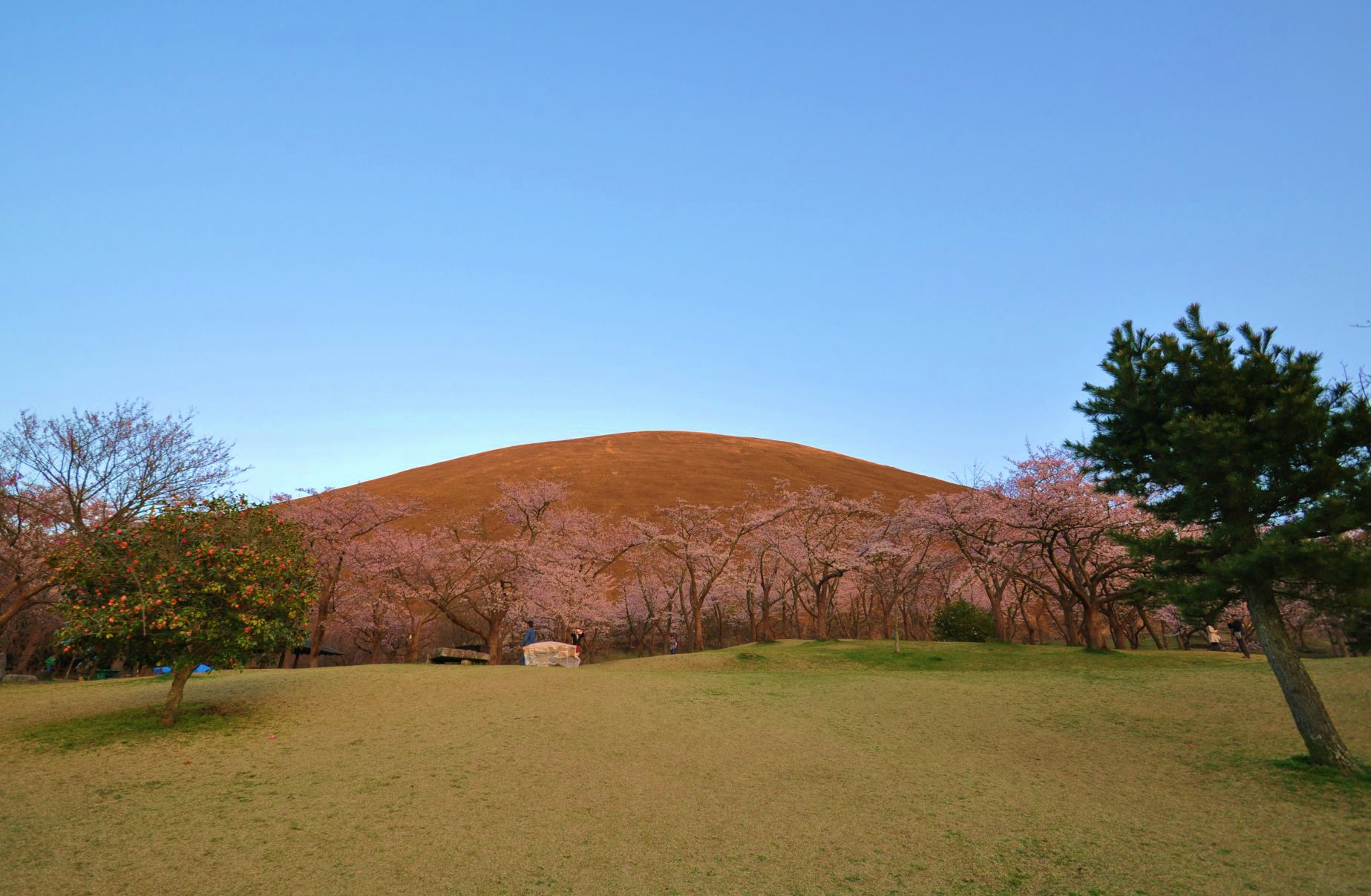
さくらの里公園から

北麓からの大室山登山リフト（有料）に乗れば6分ほどで山頂に着く。火口縁には遊歩道が整備され周遊（お鉢周り）することもできる。かつては徒歩でも登れたが、現在では禁止されている。火口底は長らく観光アーチェリー場として利用されてきた。大室山の周辺にはさくらの里公園や伊豆シャボテン公園などの伊豆高原の観光施設と宅地・別荘地が広がる。

### 眺望
伊豆半島東岸と天城山はもとより、気象条件がそろえば、北は南アルプスから富士山、箱根の山々まで、東から南に伊豆大島をはじめとする伊豆諸島、遠くには三浦半島から房総半島、東京スカイツリーまでも望める。

### 山焼き
大室山の山焼きは、700年以上継承されてきた良質のカヤを育てるための行事だった。大室山で採取された茅は、屋根を葺いたり、牛馬の餌、堆肥、炭俵の材料として利用され、地元だけでなく江戸へも出荷された。戦後の茅の需要減少により山焼きや野焼きが衰退する中、大室山では1960年（昭和35年）よりシャボテン公園が観光行事として主導、1980年（昭和55年）に山焼保存会が設立され実施を引き継いだ。観光客も先着申込順に有料で点火に参加できる。
山焼きは毎年2月第2日曜日に予定される。準備として前年秋、山焼き境界の草を刈って焼き、幅3間（5.2 m）の防火帯をつくる。実施当日は、午前中に噴火口の「お鉢焼き」をする。正午より山の外側の「全山焼き」を行う。山の西側の麓から火を付け、山の北と南を回った火が東で合流する。全山焼きの間、リフトは運転されない。天候や山の乾燥状態により山焼きが延期となることもある。例えば、2014年の山焼きは2月9日に予定されていたが、平成26年の大雪の影響により、1か月遅れの3月9日に実施された。
東日本大震災による福島第一原子力発電所事故の翌年2012年は、2月12日の山焼き前後に放射線量の測定と公表が行われた。

### さくらの里
西北麓にある公園。40,000 m²に約40種、数千本の桜が植えられ、9月から翌年6月まで桜を楽しめるように工夫されている。毎年4月上旬には伊豆高原さくらの里まつりが催され公園はそのメイン会場となっている。

## 神社・石仏
- 大室山浅間神社[18] - 火口内の東側中腹にある神社。磐長姫命（いわながひめのみこと）を唯一の祭神とする。安産と縁結びの神として信仰されている。浅間大神（あさまのおおかみ）と木花之佐久夜毘売（このはなさくやびめ）を主祭神とする浅間神社にあって、磐長姫命を祀るのは稀である[19]。姉の磐長姫命と妹の木花之佐久夜毘売は、瓊々杵命（ににぎのみこと）に同時に嫁いだが、醜い姉神は送り返された[20]。大室山と同様、妹神を祀る富士山を望む独立峰である烏帽子山（静岡県賀茂郡松崎町）の雲見浅間神社も姉神を祀る。

- 五智如来地蔵尊[21]：火口縁西側にある江戸時代に建てられた5体の仏像。縁結びと安産を願って参拝客が訪れる。1663年（寛文3年）、相模国岩村（現・神奈川県真鶴町）の網元朝倉清兵衛[22]が、大室山浅間神社に9歳の娘の安産を祈願し、無事出産のお礼として建てた五智如来像[23]とされる。真鶴石で作り、富戸港から運び上げたと伝えられている。

- 八ケ岳地蔵尊[24]：火口縁南側にある8体の地蔵。大室山を目印としていた漁師たちが海上安全と豊漁を祈願して建てた。新旧あり、手前は1984年（昭和59年）に池区民の寄付によりつくられたもの。

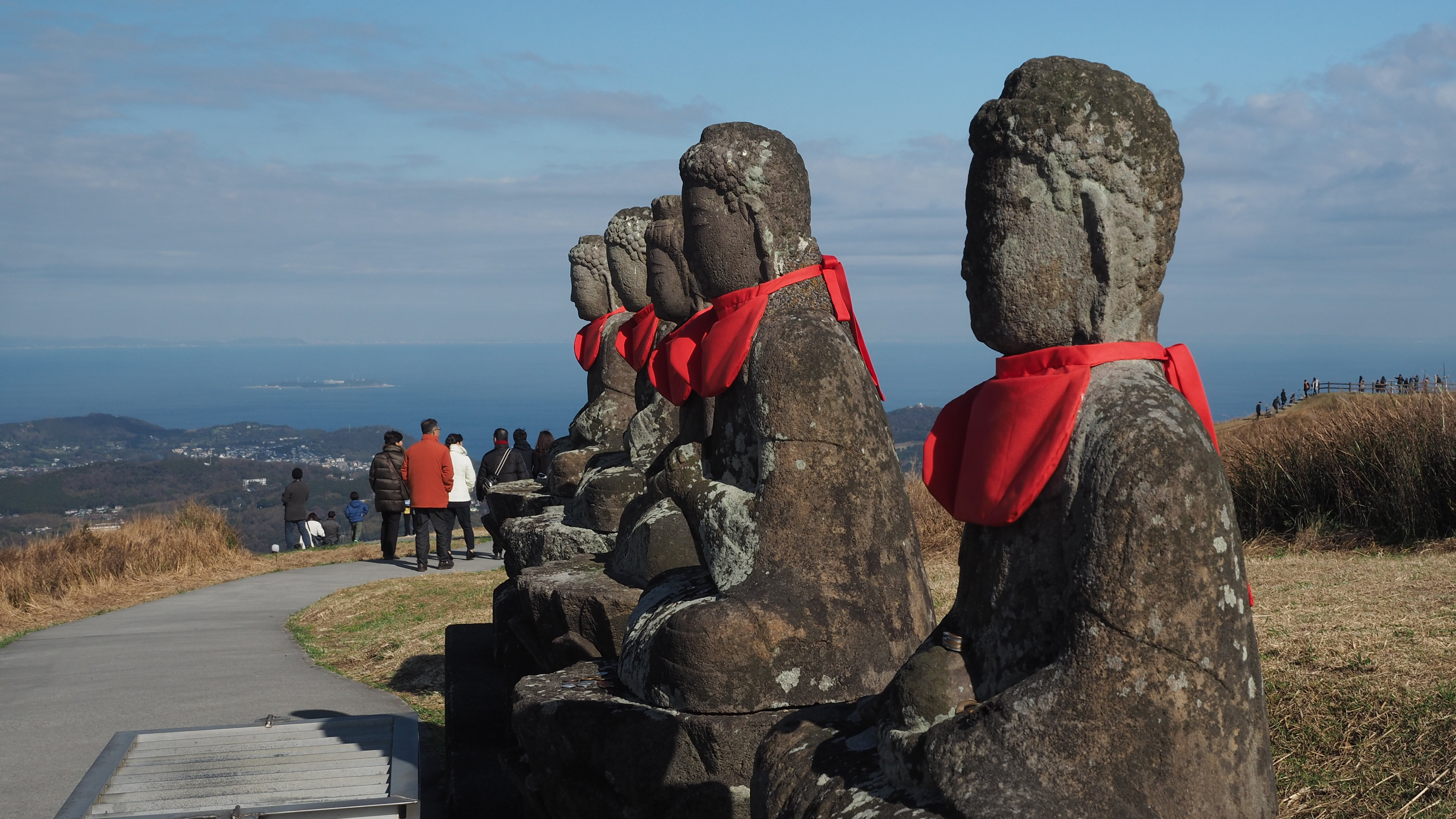
五智如来像
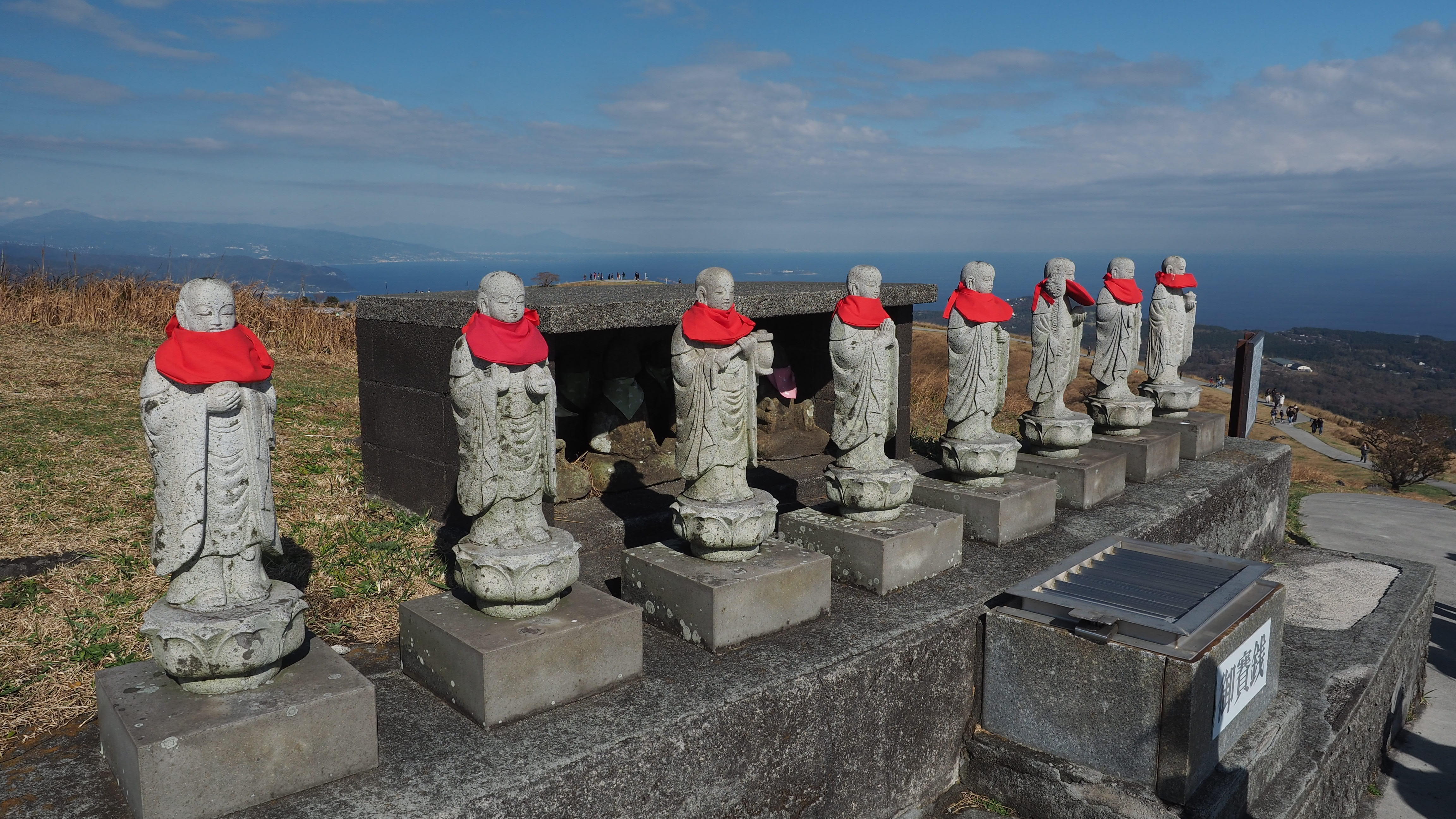
八ケ岳地蔵尊
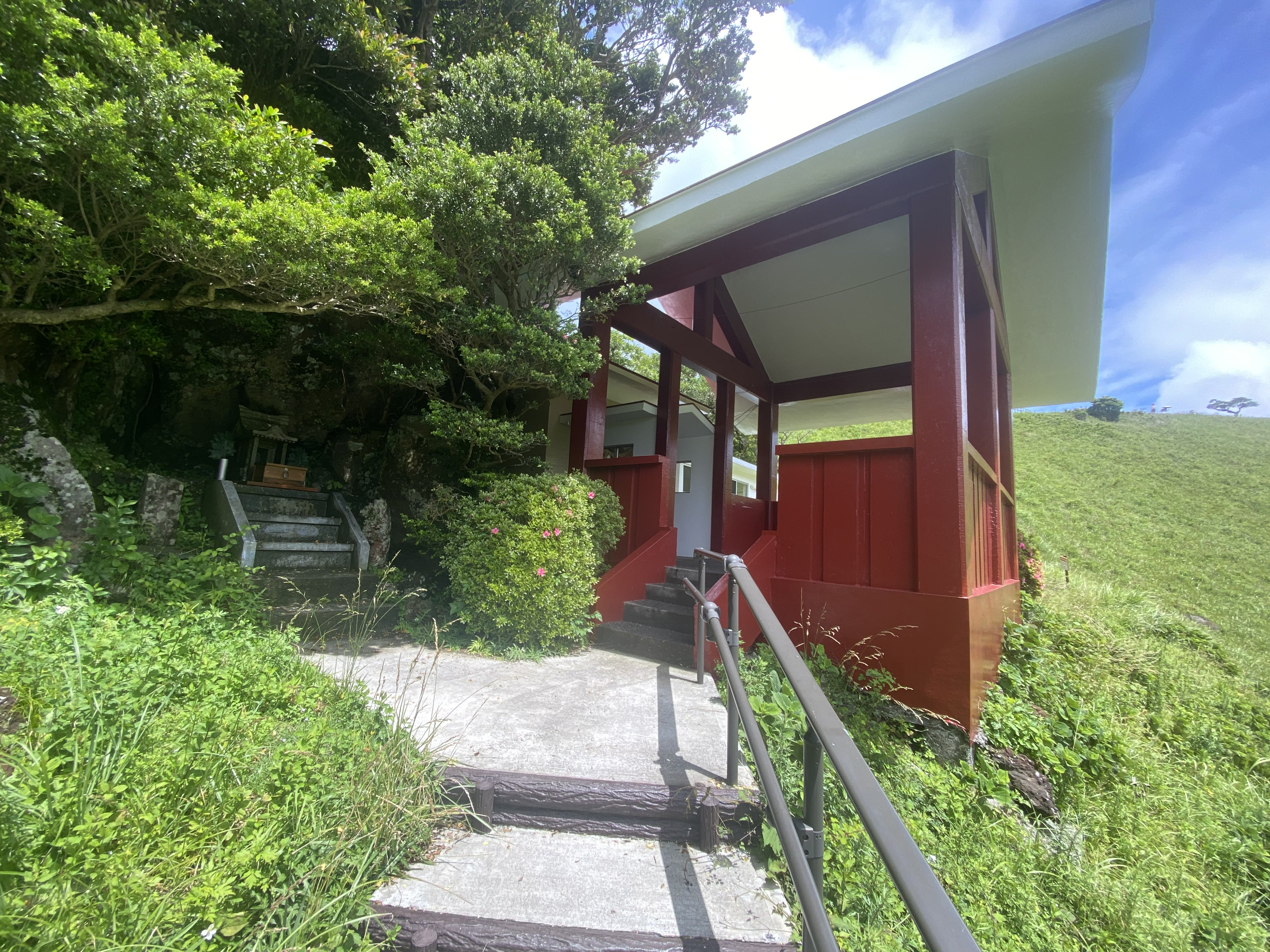
大室山浅間神社

## 大室山の風景

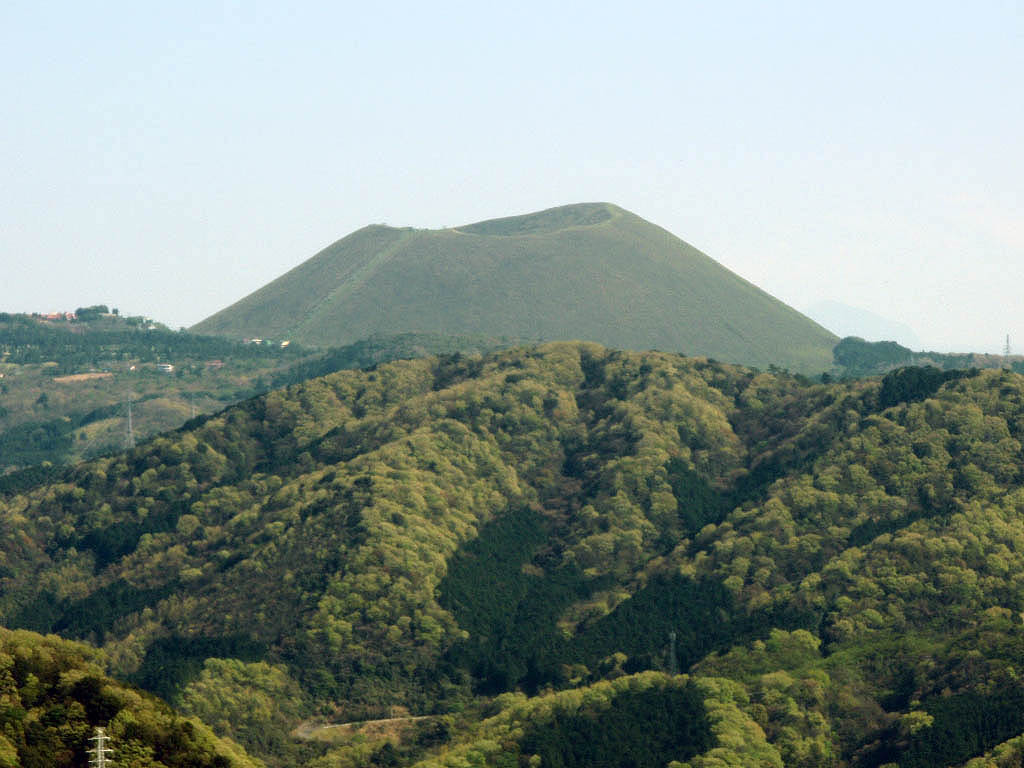
北西から
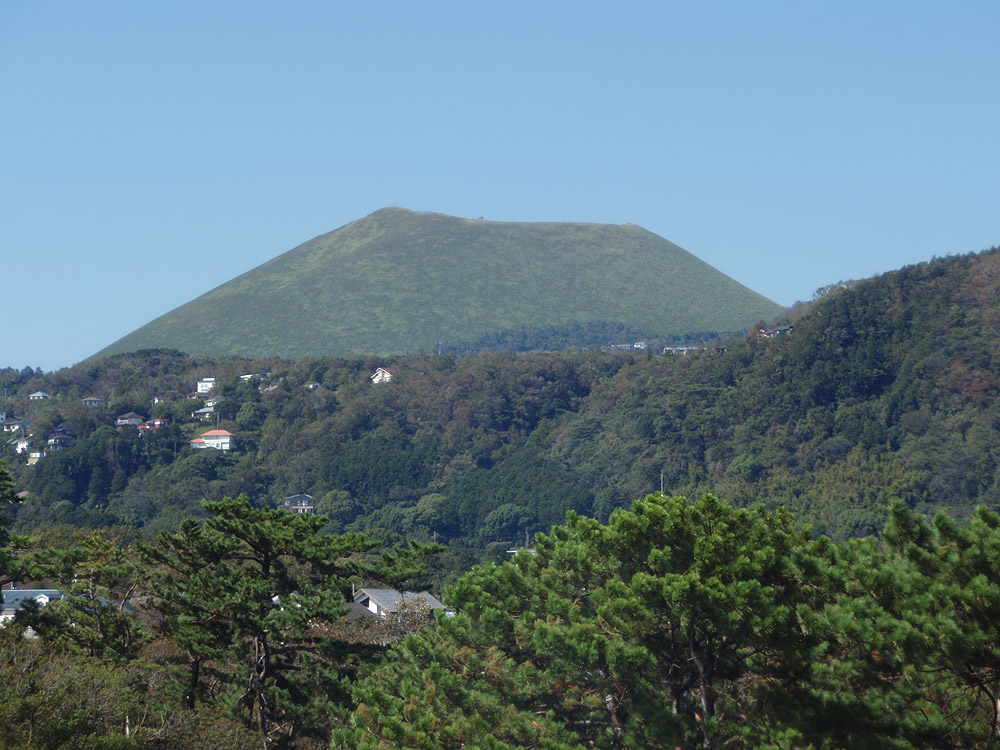
城ヶ崎海岸の門脇埼灯台から
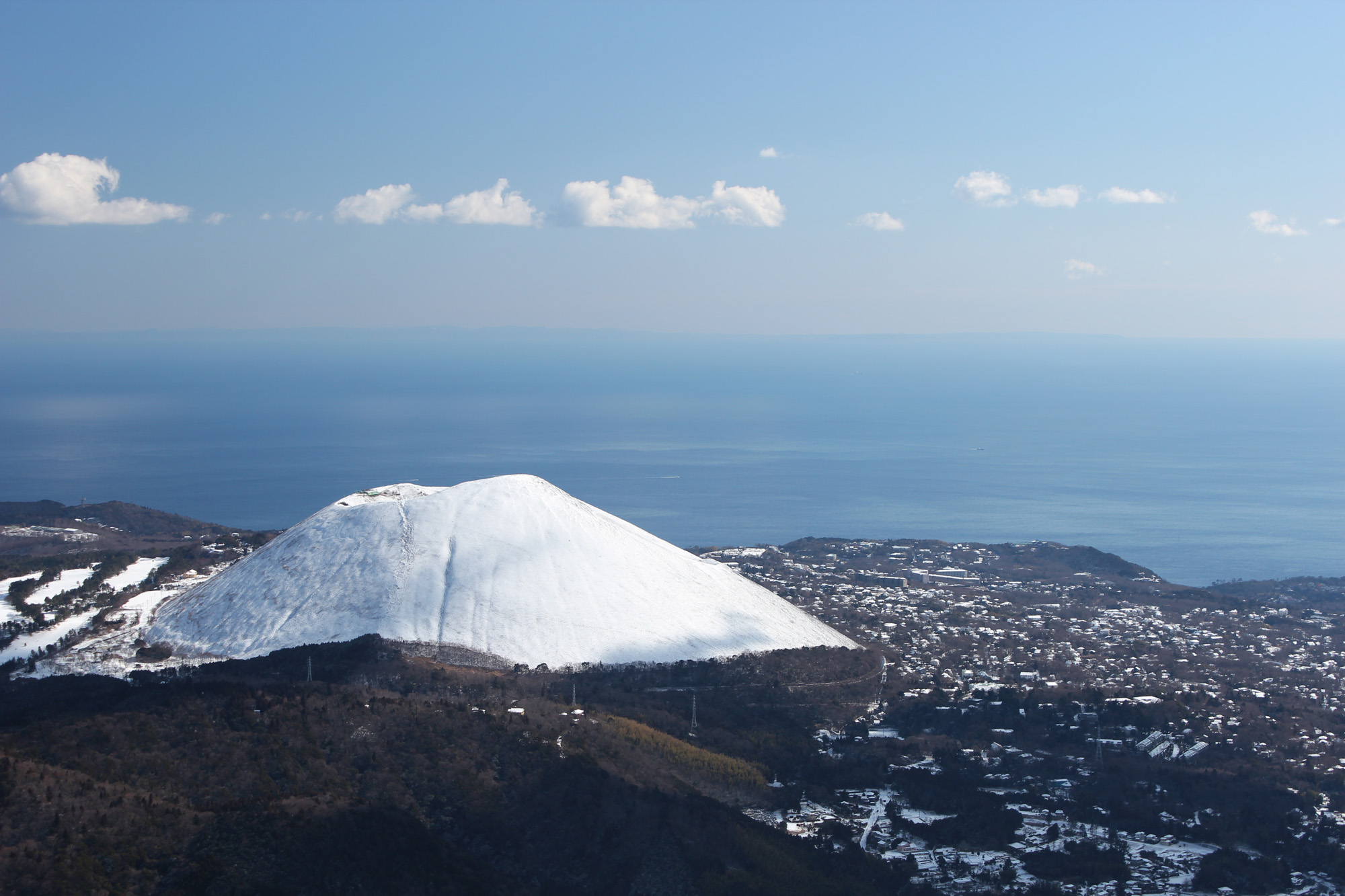
矢筈山から
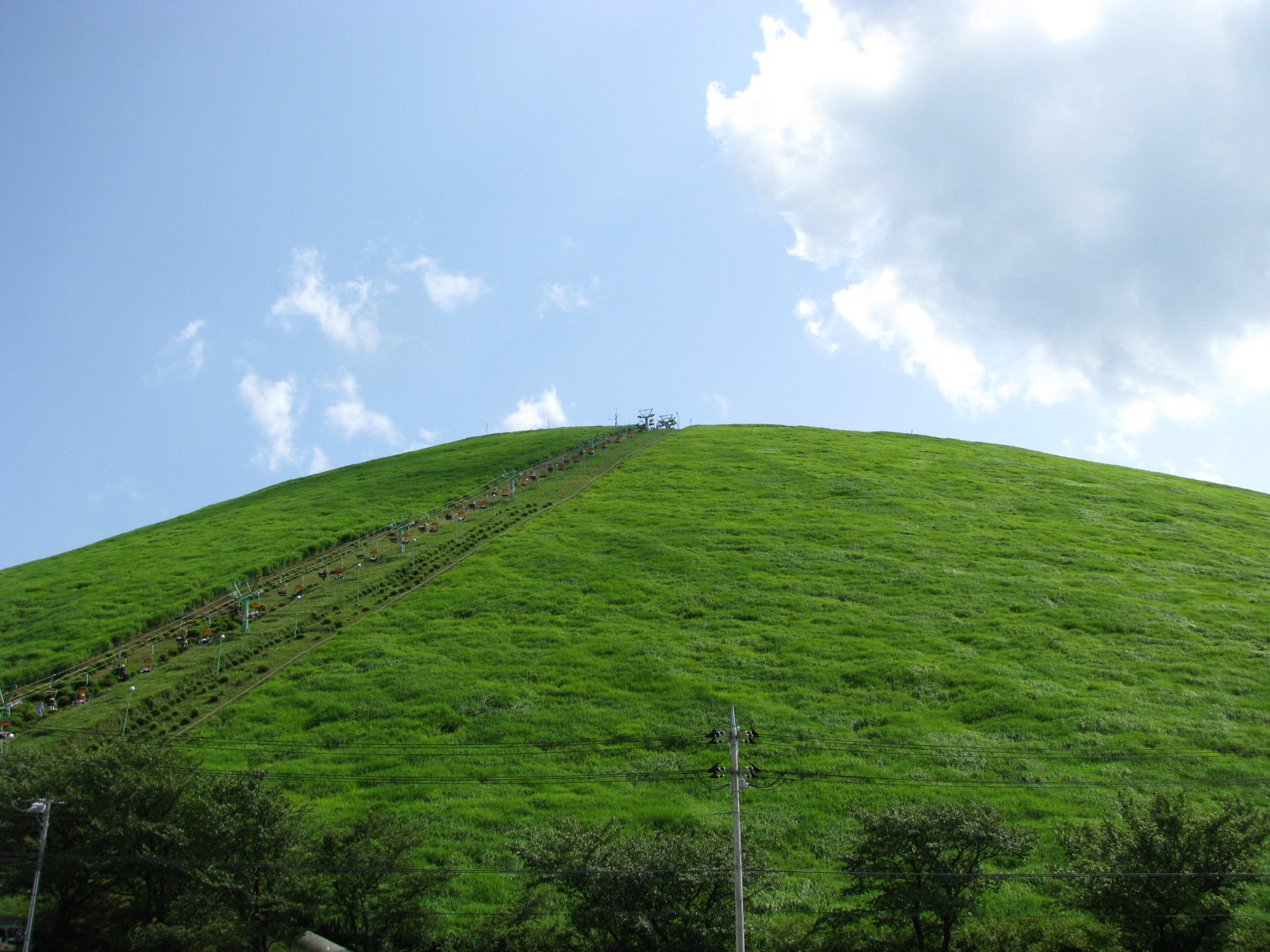
北麓から
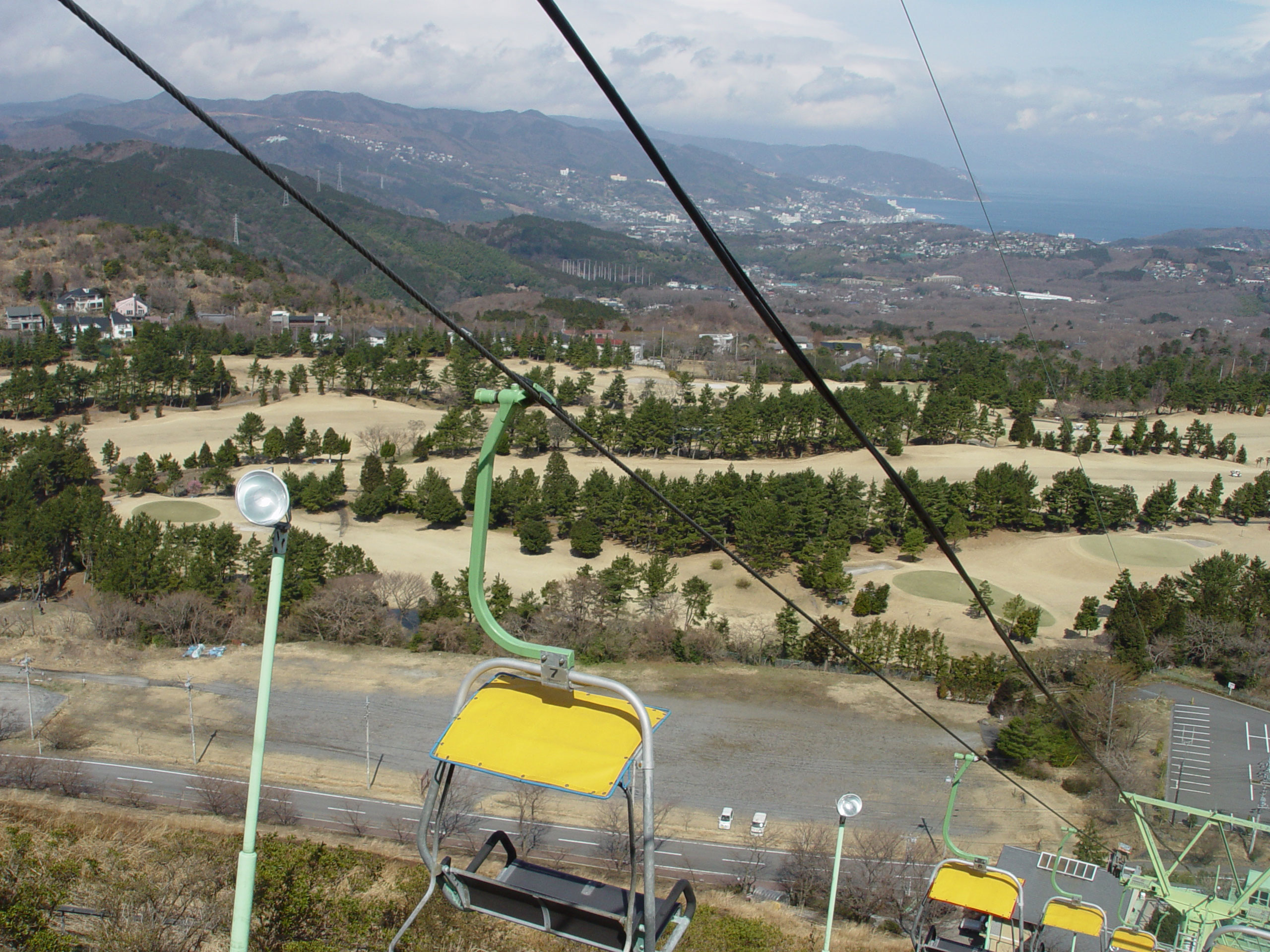
大室山登山リフト
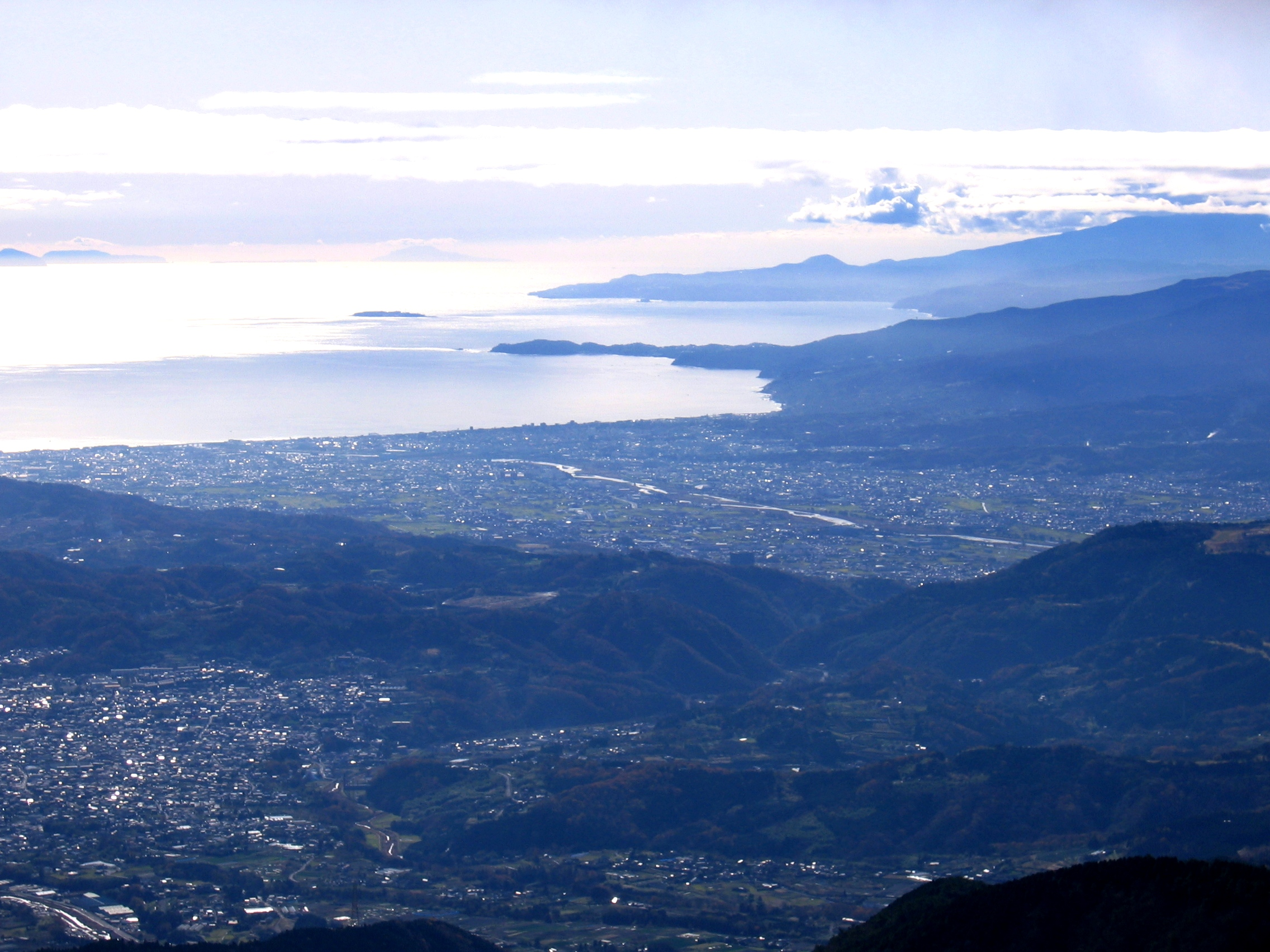
丹沢山地より見た半島東部。写真右上の膨らんだ箇所が大室山。伊豆東部火山群の活動で緩やかな地形ができている。
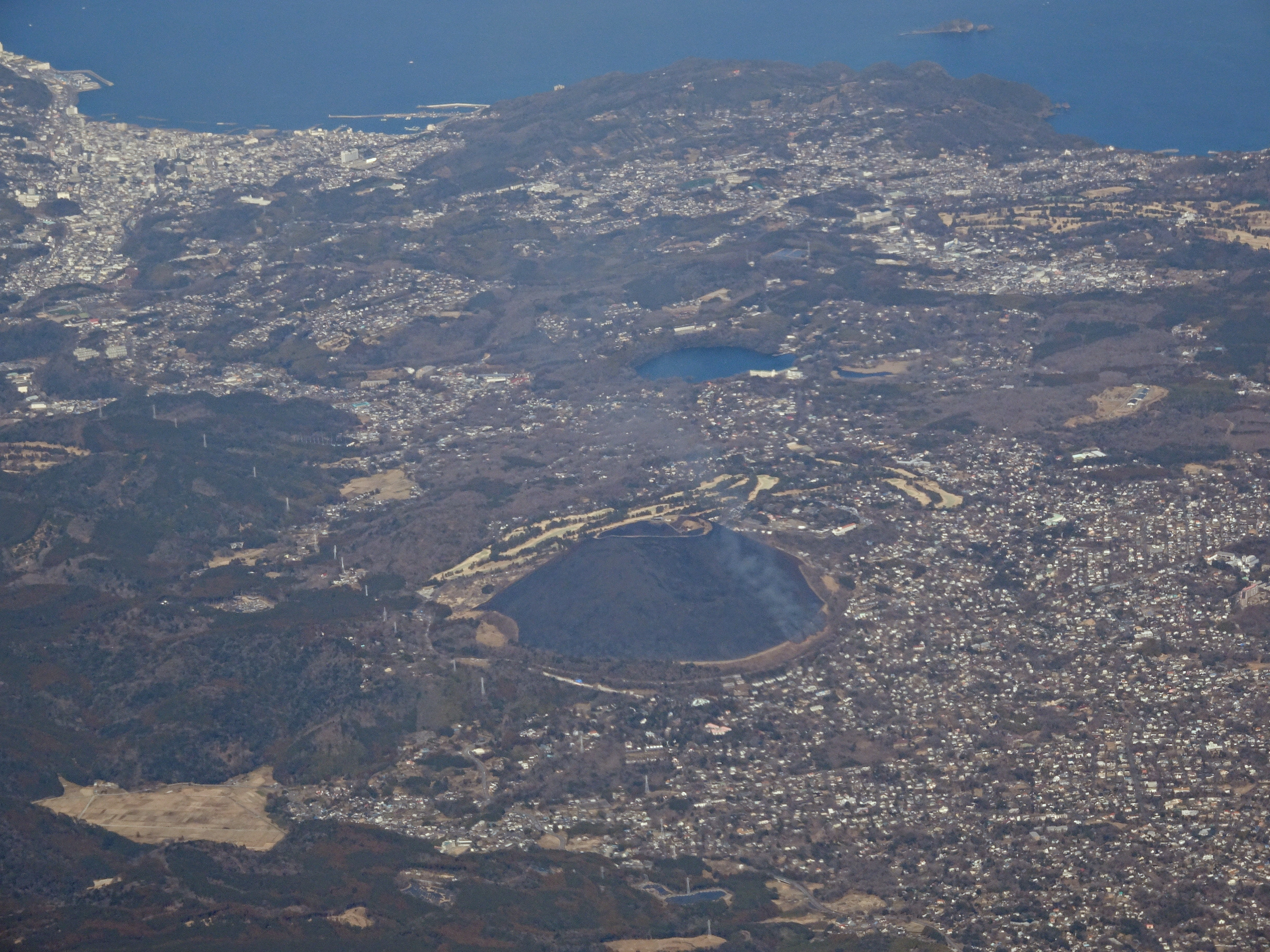
山焼き後の空中写真（2025年）
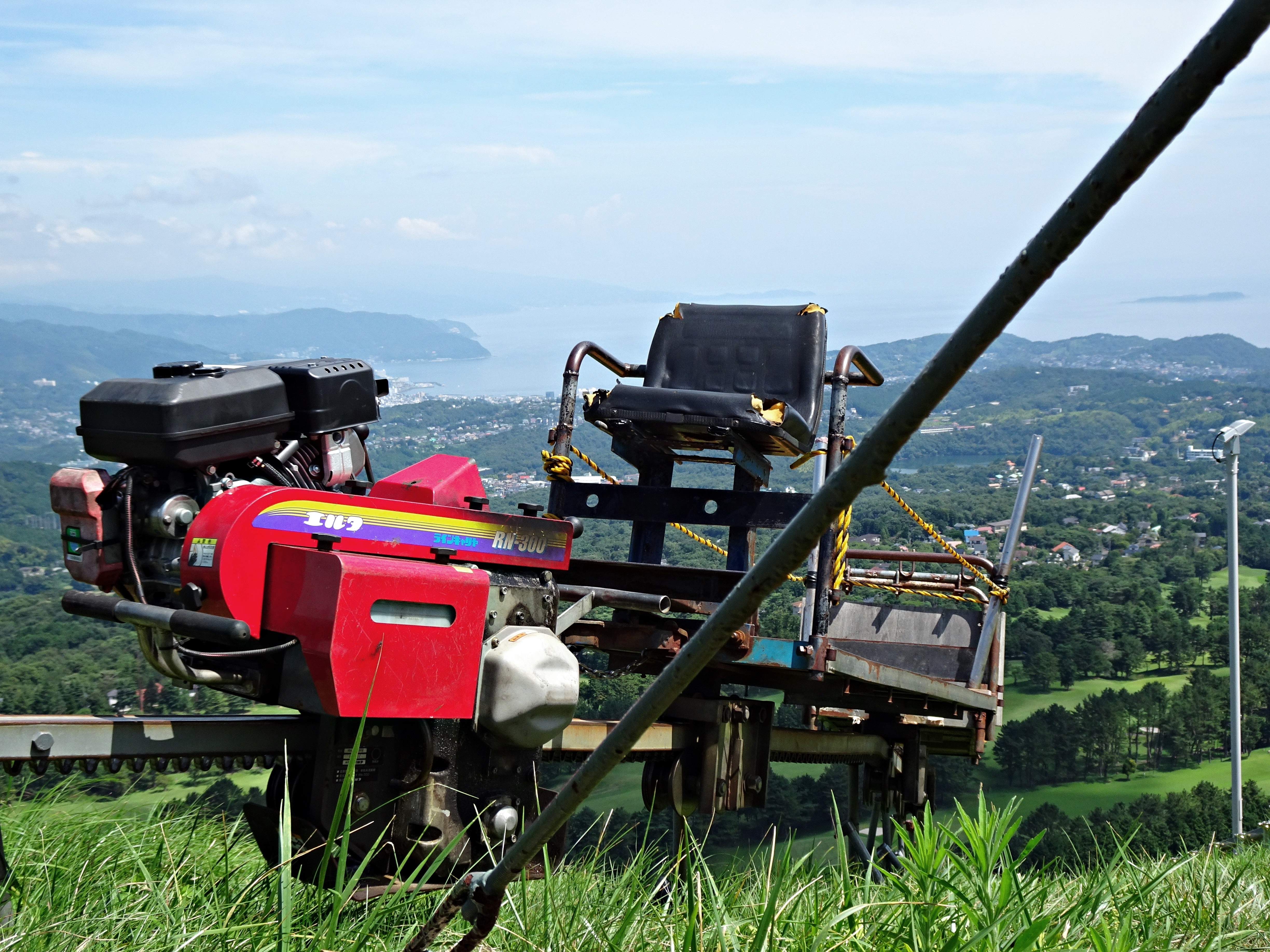
大室山の荷物運搬機（モノラック）。物販店の商材や廃棄物の運搬に使用される。

## 送信施設
当山にはコミュニティ放送局であるエフエム伊東の送信所が置かれていた。1998年（平成10年）5月3日開局。
2022年2月8日、伊東市川奈の小室山に移転され、出力も増力された。
| 放送局名 （愛称）                   | コールサイン | 周波数 （MHz） | 空中線 電力 | ERP | 放送対象地域 | 放送区域 内世帯数 |
| ----------------------------------- | ------------ | -------------- | ----------- | --- | ------------ | ----------------- |
| エフエム伊東 （なぎさステーション） | JOZZ6AH-FM   | 76.3           | 10W         | 18W | -            | 約-世帯           |